# Maria Guimarães
Maria Elisa Guimarães Zanini (ur. 23 września 1958 w Rio de Janeiro) – brazylijska pływaczka.
Pływanie uprawiała od szóstego roku życia. Rodzice, nauczycielka wf-u i organizator zawodów amatorskich, zapisali ją do pierwszego klubu – C.R. Flamengo. W 1967 ukończyła kurs pływacki, a rok później pojawiła się w kadrze klubu. W 1970, w wieku 12 lat, została mistrzynią kraju. W 1972 została włączona do reprezentacji kraju. 
W 1973 wystąpiła na pierwszych w historii mistrzostwach świata, na których wystartowała na 200, 400 i 800 m stylem dowolnym. Na 200 m była 15. z czasem 2:14,218 s w swoim wyścigu eliminacyjnym. Na 400 m zajęła 10. miejsce z czasem 4:34,053 s w swoim wyścigu eliminacyjnym, a na dwukrotnie dłuższym dystansie uplasowała się na 12. pozycji z czasem 9:27,920 s.
Dwa lata później ponownie wzięła udział w mistrzostwach świata. Była 17. na 400 m stylem dowolnym z czasem 4:34,89 s w swoim wyścigu eliminacyjnym. Na dwukrotnie dłuższym dystansie także zajęła 17. miejsce uzyskując w swoim wyścigu eliminacyjnym czas 9:34,48 s. W tym samym roku wystąpiła także na igrzyskach panamerykańskich, na których zdobyła brązowy medal w sztafecie 4 × 100 m stylem dowolnym. Uplasowała się także na 5. pozycji na 200 i 400 m stylem dowolnym oraz 6. na 800 m tym samym stylem.
W 1976 wystartowała na igrzyskach olimpijskich. Na 400 m stylem dowolnym odpadła w eliminacjach zajmując 4. miejsce w swoim wyścigu eliminacyjnym z czasem 4:32,63 s, co dało jej 21. pozycję w ogólnej klasyfikacji. Na dwukrotnie dłuższym dystansie została zdyskwalifikowana w eliminacjach.
W 1978 ponownie wzięła udział w mistrzostwach świata, na których była 34. na 100 m stylem dowolnym z czasem 1:01,67 s w swoim wyścigu eliminacyjnym i 19. na dwukrotnie dłuższym dystansie z czasem 2:09,67 s w swoim wyścigu eliminacyjnym. W tym samym roku została też mistrzynią kraju.
W 1979 wystartowała na igrzyskach panamerykańskich. Zajęła 14. miejsce na 100 m stylem dowolnym z czasem 1:02,71 s w swoim wyścigu eliminacyjnym, 6. na dwukrotnie dłuższym dystansie z czasem 2:10,49 s w finale, plasując się wcześniej na tej samej pozycji w eliminacjach z czasem 2:11,27 s. Była też 5. w dwóch sztafetach: 4 × 100 m stylem dowolnym, która uzyskała czas 4:08,97 s (Guimarães popłynęła na ostatniej zmianie i uzyskała czas 1:02,21 s) oraz na tym samym dystansie stylem zmiennym, która uzyskała czas 4:35,27 s (Guimarães popłynęła na trzeciej zmianie i uzyskała czas 1:06,82 s).
Była rekordzistką Ameryki Południowej na każdym dystansie stylem dowolnym (100, 200, 400, 800 i 1500 m). Już w wieku 14 lat miała rekordy na wszystkich ww. dystansach z wyjątkiem 100 m. Była także pierwszą kobietą z tego kontynentu, która przepłynęła dystans 100 m stylem dowolnym w czasie poniżej 1 minuty.
Po zakończeniu kariery została architektem.